# Nasljednici (2011.)
Nasljednici (eng. The Descendants) je američka dramska komedija iz 2011. godine koju je režirao Alexander Payne. Scenarij kojeg su napisali Payne, Nat Faxon i Jim Rash zapravo je adaptacija istoimene knjige autora Kauija Harta Hemmingsa. U filmu su glavne uloge ostvarili George Clooney, Shailene Woodley, Judy Greer, Matthew Lillard i Beau Bridges, a u SAD-u ga je distribuirala kompanija Fox Searchlight Pictures. Film je s kino distribucijom u SAD-u krenuo 18. studenog 2011. godine nakon što je premijerno prikazan na filmskom festivalu u Torontu.
Prateći život vlasnika zemlje Matta Kinga koji se teško nosi s neočekivanim događajima u njegovom inače monotonom životu, film Nasljednici bio je veliki kritički uspjeh, a osvojio je prestižnu filmsku nagradu Oscar u kategoriji najboljeg adaptiranog scenarija te dvije nagrade Zlatni globus - za najbolji film (drama) i najboljeg dramskog glumca (Clooney).

## Radnja
Matt King (George Clooney) je odvjetnik iz Honolulua i glavni upravitelj obiteljskog nasljeđa koje kontrolira 25 tisuća jutara zemlje na otoku Kaua'i. Nasljedni fond će isteći za sedam godina zbog Zakona o trajnom nasljeđu pa je obitelj King odlučila prodati zemlju lokalnom graditelju stambenih naselja Donu Holitzeru. Nekoliko dana prije sastanka na kojem će se obitelj službeno dogovoriti o prodaji (koju podupire i sam Matt), nesreća na moru blizu Waikikija ostavlja Mattovu ženu, Elizabeth, u komi. Matt i Elizabeth imaju dvije kćerke - 10-godišnju Scottie (Amara Miller) i 17-godišnju Alex (Shailene Woodley). Matt nije previše blizak s vlastitim kćerima i sebe naziva "rezervnim roditeljem". Međutim, budući se Elizabeth nalazi u komi u bolnici, Matt je prisiljen suočiti se sa Scottienim neprimjerenim ponašanjem prema drugoj djeci te s Alexinim destruktivnim ponašanjem.
Uskoro Matt saznaje da se Elizabeth možda nikad neće probuditi iz kome što znači da će prema vlastitoj volji koju je izrazila dok je još bila živa uskoro biti skinuta s aparata. On govori Alex, ali ne i Scottie, da se mama neće oporaviti i da joj moraju dopustiti da umre. Tada mu Alex govori da je Elizabeth imala ljubavnu aferu u vrijeme nezgode. Matt odlazi na razgovor kod dvoje obiteljskih prijatelja, Kai i Mark, te saznaje da je Elizabethin ljubavnik bio Brian Speer (Matthew Lillard). Ubrzo potom on odluči reći Brianu da će Elizabeth uskoro umrijeti kako bi mu na taj način dao priliku da je posjeti dok je još živa. Otkriva da je Brian agent nekretninama koji se trenutno nalazi na godišnjem odmoru u Kaua'iju. Nakon što je rekao cijeloj obitelji o Elizabethinom stanju, Matt skupa sa svojim kćerima i Alexinim prijateljem Sidom (Nick Krause) odlazi na Kaua'i pronaći Briana.
Tijekom džogiranja na plaži Matt susreće čovjeka za kojeg utvrdi da je Brian. Prati ga i vidi ga da ulazi u kolibu čiji je vlasnik njegov rođak Hugh (Beau Bridges). Hugh kaže Mattu da je Brian Holitzerov zet te da ako će Matt i njegova obitelj Holitzeru prodati svoju zemlju, Brian će dobiti brdo love od povjerenstva nakon što se zemlja razvije. Matt odlazi u kolibu i predstavlja se kao Elizabethin suprug. Govori mu da ga je posjetio kako bi mu rekao da će Elizabeth umrijeti za nekoliko dana i da mu želi pružiti priliku da se od nje oprosti. Brian kaže da iako ga je Elizabeth voljela za njega je to bila samo kratka afera, jer on voli svoju suprugu i obitelj. Također kaže Mattu da mu je žao za bol koju mu je prouzročio. Uskoro se Matt susreće s rođacima kako bi glasovali o sudbini svoje zemlje. Većina glasa za Dona Holitzera, ali Matt se predomišlja i odlučuje zadržati zemlju te pronaći drugo rješenje. Šokiran, Hugh govori Mattu da bi ga on i ostali rođaci mogli tužiti, ali Matt ne popušta.
Natrag u bolnici, Elizabeth je isključena s aparata. Njezin otac dolazi i govori Mattu da je trebao biti puno darežljiviji prema Elizabeth i da ju je trebao više voljeti pogotovo zato što je ona bila toliko vjerna. Matt se s njim složi, odlučivši mu ne otkriti detalje Elizabethine afere. Kasnije se pojavljuje Julie Speer (Judy Greer) i kaže Mattu da je tek sada svjesna afere koja se dogodila između Elizabeth i njezinog supruga. Julie oprašta Elizabeth, premda ju želi mrziti zato što joj je razorila obitelj. Alex i Scottie također se opraštaju s majkom. Na kraju, napokon se pomirivši s činjenicom da ga je Elizabeth varala, Matt nježno poljubi svoju suprugu i oprosti se s njom. Kasnije on, Alex i Scottie rasprše njezin prah u ocean. Film završava scenom u kojoj sve troje sjede na kauču, jedu sladoled i gledaju Marš pingvina dijeleći jorgan koji se cijelo vrijeme nalazio na Elizabethinoj smrtnoj postelji.

## Glumačka postava
- George Clooney kao Matt King
- Shailene Woodley kao Alexandra "Alex" King
- Beau Bridges kao rođak Hugh
- Judy Greer kao Julie Speer
- Nick Krause kao Sid
- Amara Miller kao Scottie King
- Matthew Lillard kao Brian Speer
- Robert Forster kao Scott Thorson
- Patricia Hastie kao Elizabeth King
- Mary Birdsong kao Kai Mitchell
- Rob Huebel kao Mark Mitchell
- Milt Kogan kao Dr. Johnston
- Laird Hamilton kao Troy Cook
- Michael Ontkean kao rođak Milo
- Matt Corboy kao rođak Ralph
- Celia Kenney kao Reina

## Produkcija
Snimanje filma započelo je na Havajima 15. ožujka 2010. godine. Većina filma snimljena je u Honoluluu i oko Hanaleija. Podvodni fotograf Don King snimio je ključnu scenu u kojoj Alex King zaranja u bazen i vrisne pod vodom. Kuća u kojoj Matt King živi imala je jednu veliku manu, a ta je bila da joj je falilo drvo opisano u knjizi; filmaši su riješili taj problem tako što su ga presadili. Scena u kojoj obitelj King gleda svoju prekrasnu zemlju snimljena je na privatnoj stočarskoj farmi na južnoj obali Kauaija. Kaui Hart Hemmings, autor knjige prema kojoj je film snimljen, nakratko se pojavljuje u filmu kao Kingov tajnik.
Postprodukcija je započela 14. lipnja i trajala je sve do veljače 2011. godine. Premijerne projekcije održane su u Telluride, Toronto te na filmskom festivalu u New Yorku, a originalno je u kino distribuciju trebao ići 16. prosinca 2011. Međutim, pomaknut je za raniji termin - 18. studenog.
Na službenom soundtracku filma nalazi se glazba s Havaja koja uključuje glazbenike poput Gabby Pahinui, Raya Kanea, Keole Beamer, Lene Machado, Sonny Chillingworth, Jeffa Petersona i velečasnog Dennisa Kamakahija.

## Kritike
Film Nasljednici dobio je hvalospjeve filmskih kritičara. Na popularnoj Internet stranici Rotten Tomatoes film ima 89% pozitivnih ocjena. Na drugoj Internet stranici Metacritic film ima prosječnu ocjenu 84/100 temeljenu na 42 kritičara. Roger Ebert iz Chicago Sun-Timesa i Peter Travers iz Rolling Stonesa dali su filmu maksimalne četiri zvjezdice.

### Top liste kritičara
Film Nasljednici pojavio se na listama najboljih filmova 2011. godine sljedećih kritičara:
| Kritičar           | Medij                         | Mjesto |
| ------------------ | ----------------------------- | ------ |
| Todd McCarthy      | The Hollywood Reporter        | 1.     |
| Betsy Sharkey      | Los Angeles Times             | 1.     |
| Don Kaye           | MSN Movies                    | 1.     |
| Lou Lumenick       | New York Post                 | 1.     |
| Stephen Holden     | The New York Times            | 1.     |
| Marshall Fine      | Hollywood & Fine              | 1.     |
| Joe Neumaier       | Daily News                    | 2.     |
| Ann Hornaday       | The Washington Post           | 2.     |
| Peter Travers      | Rolling Stone                 | 3.     |
| Corben Carpenter   | Clear Lake                    | 3.     |
| Michael Phillips   | Chicago Tribune               | 4.     |
| The Mud Doctor     | The Mud Doctor                | 4.     |
| Anne Thompson      | indieWire                     | 4.     |
| Peter Rainer       | The Christian Science Monitor | 5.     |
| Lisa Schwarzbaum   | Entertainment Weekly          | 6.     |
| Sean Axmaker       | MSN Movies                    | 6.     |
| David Denby        | The New Yorker                | 7.     |
| Peter Hartlaub     | San Francisco Chronicle       | 7.     |
| Jaime N. Christley | Slant Magazine                | 7.     |
| Peter Paras        | E! Online                     | 7.     |
| Richard T. Jameson | MSN Movies                    | 9.     |
| n/a                | MTV                           | 9.     |
| Jack Gregson       | ScreenGeeks UK                | 9.     |

## Nagrade i nominacije

### Oscar
Film Nasljednici nominiran je u pet kategorija za prestižnu filmsku nagradu Oscar, a osvojio je jednu:
- Najbolji adaptirani scenarij - Alexander Payne, Nat Faxon i Jim Rash
- Najbolji film - Jim Burke, Alexander Payne, Jim Taylor
- Najbolji redatelj - Alexadner Payne
- Najbolji glumac - George Clooney
- Najbolja montaža - Kevin Tent

### Zlatni globus
Film Nasljednici nominiran je u pet kategorija za filmsku nagradu Zlatni globus, a osvojio je dvije:
- Najbolji film (drama)
- Najbolji glumac (drama) - George Clooney
- Najbolji redatelj - Alexander Payne
- Najbolja sporedna glumica - Shailene Woodley
- Najbolji scenarij - Alexander Payne, Nat Faxon i Jim Rash